# Jon Bleiklie Devik
Jon Bleiklie Devik (født 1974) er en norsk skuespiller. Han er uddannet fra Statens teaterhøgskole (1998 – 2001).
Devik har været en del af ensemblet ved det norske teatret siden Next to Normal i 2010.